# ミカミ工業

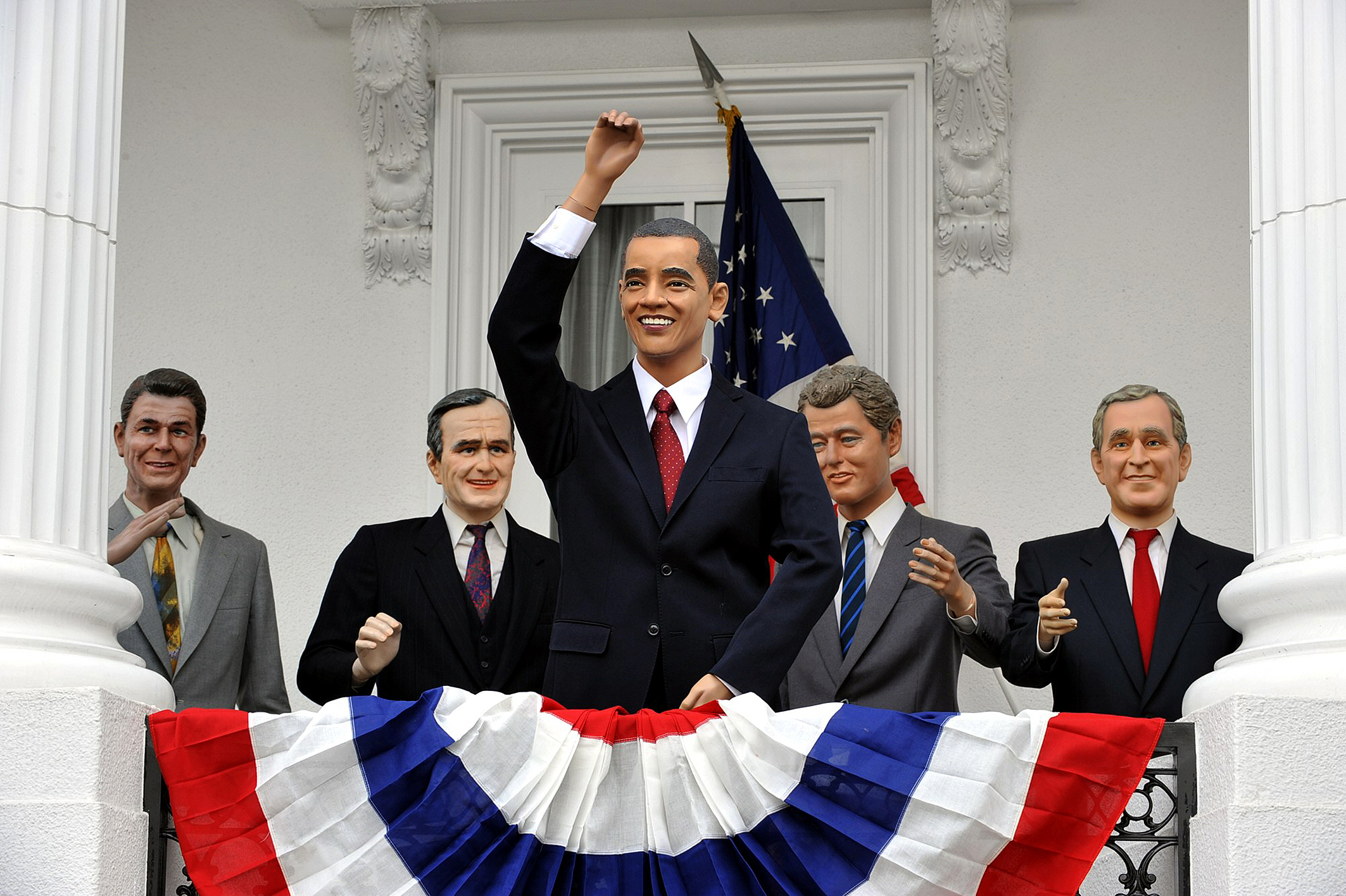
オバマ大統領人形就任式

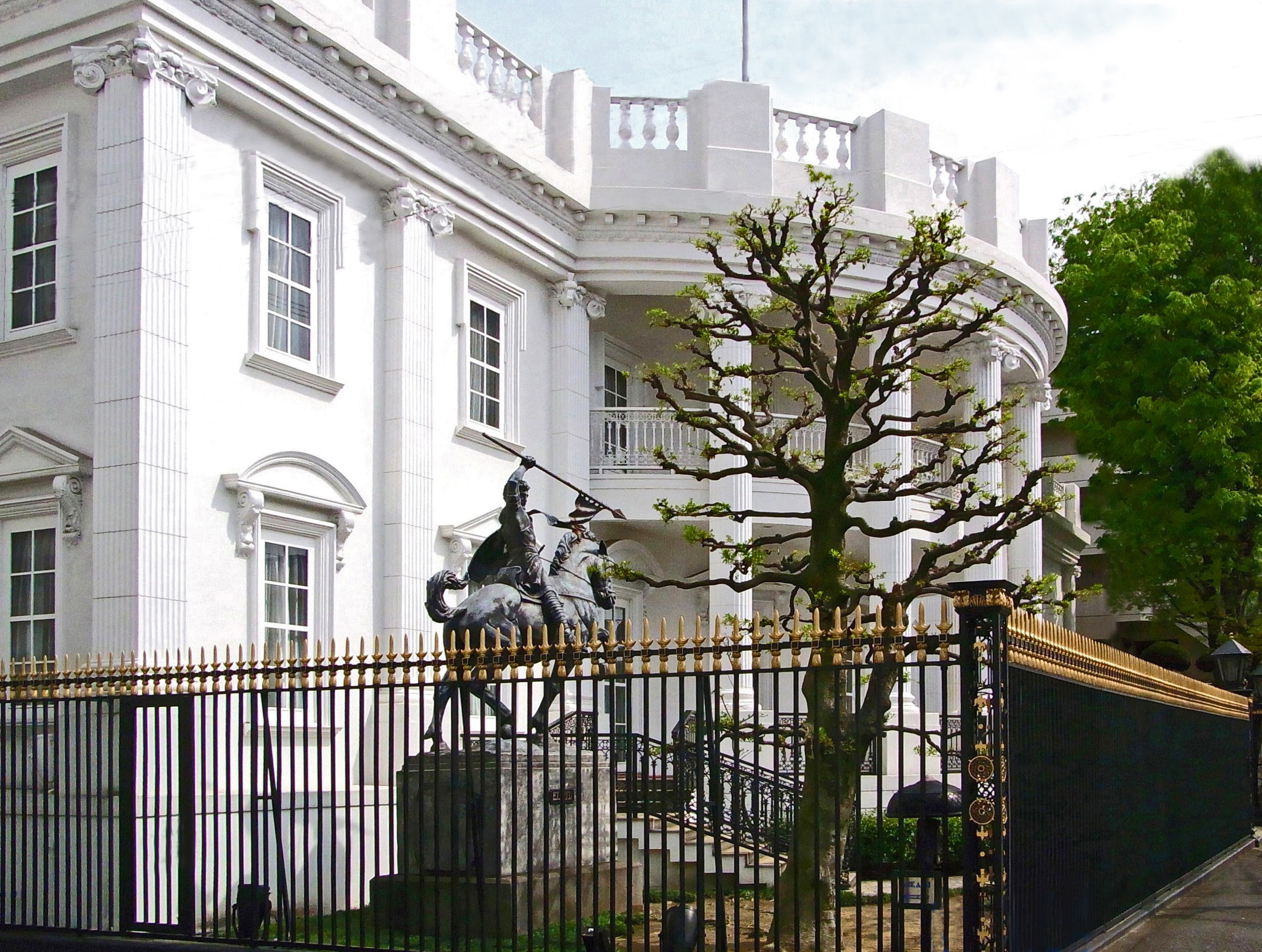
ホワイトハウス側面

ミカミ工業株式会社（みかみこうぎょう）は、大阪府東大阪市に本社を置く、アルミ製門扉・フェンス等の開発・製造・販売を行う企業である。1909年創業。
社屋がアメリカ・ワシントンのホワイトハウスとそっくりであることで有名である。

## 概要
主にアルミ製の門扉・フェンス等の開発・製造・販売を行っているが、アルミ製のボーダー枠材、支柱やFRP製の装飾美術柱、手すり柱等の多品種のエクステリア製品を開発・製造・販売を行っているため、装飾建材メーカーと称されることも多い。また、すべて国内生産を行い、多品種少量生産の高級品メーカーとしても知られている。
1909年に初代の三上滝三郎（広島県福山市出身）が大阪市南区瓦屋町で、転写マークや美術七宝マークを製造・販売する合名会社三上商店を創業したのが始まりである。その後、自転車やオートバイ、自動車のアルミ製マーク（エンブレム）を製造・販売した。1970年に2代目の三上雄太郎が、オリジナルデザインのアルミ製の装飾パネル（門扉・フェンス・面格子）を開発し、製造・販売を始めた。また、FRP製の装飾美術柱、手すり柱も開発した。2001年に3代目の三上康雄が、アルミ製のボーダーや枠材、支柱を開発した。Mセットとして、建築現場で簡単に取付けられるようにした。一部の製品はステンレスを用いるなどして、錆びない飾る製品を作っている。また、マーク（エンブレム）の塗装技術を活かして精密な塗装も行っている。
2015年、原材料費の高騰や販売不振を理由として、エクステリア事業より撤退した。

## 沿革
- 1909年（明治42年） - 初代の三上滝三郎が大阪市南区瓦屋町に「合名会社三上商店」を創業。
- 1948年（昭和23年） - 大阪市東区森ノ宮に「三上マーク製造株式会社」を設立。
- 1964年（昭和39年） - 「ミカミ工業株式会社」に社名変更。
- 1965年（昭和40年） - 東大阪市高井田西に本社を新築。

　- 三上雄太郎が2代目の社長に就任。
- 1984年（昭和59年） - 本社隣地に、ショールーム「ホワイトハウス・イン・オオサカ」を新築。
- 2001年（平成13年） - 三上康雄が3代目の社長に就任。
- 2006年（平成18年） - 「ホワイトハウス・イン・オオサカ」の内外装を全面リニューアルする。
- 2009年（平成21年） - 創業100周年。同年3月には「ホワイトハウス・イン・オオサカ」が「大阪ミュージアム構想」の「建物・まちなみ部門ベストセレクション」に選ばれる。
- 2011年（平成23年） - 三上康雄が全株式をM&Aで売却し、介護用ベッドメーカー「シーホネンス」の子会社になる。
- 2015年（平成27年） - エクステリア事業より撤退。不動産事業は継続。

## ホワイトハウス・イン・オオサカ
1984年、自社製品を使用した新社屋を建設する際に、最もインパクトがあるような建物にしたいということから、アメリカ・ワシントンのホワイトハウスそっくりにした。オープン時には、神戸のアメリカ総領事館の副総領事がテープカットし、当時のレーガン大統領から親書が届いた。そのため、アメリカ合衆国公認の大阪のホワイトハウスとも言われている。ただし、大きさは実物の3分の2である。内部は同社製品のショールームになっており一般公開はされていないが、ビデオや写真等の撮影用に外部へのレンタルはされている。テレビや新聞、雑誌等では何回も紹介され、TBS「ザ・ベストテン」の生中継で、ランクインした「THE ALFEE」がここで歌ったこともある。ブッシュ（父）大統領が就任以降は、日本時間の1月20日に、アメリカより先に、同社で作った大統領の等身人形の就任式を行っている。2009年のオバマ大統領の就任式には4回目になる就任式を催した。NHKを除く、すべてのテレビや新聞でニュースとして取り上げられた。
2022年年始、解体作業が行われていた。